# Naoya Umeda
Naoya Umeda (født 27. april 1978) er en tidligere japansk fodboldspiller.
Han har spillet for flere forskellige klubber i sin karriere, herunder Sanfrecce Hiroshima, Urawa Reds, Montedio Yamagata, Shonan Bellmare, Gainare Tottori og FC Gifu.